# Osorkon III.
Osorkon III. war ein Pharao (König) im Alten Ägypten der 23. Dynastie (dritten Zwischenzeit). Seine Regierungszeit ist von etwa 799 bis 771 v. Chr. anzusetzen. Osorkon III. ist nach D. A. Aston und Jürgen von Beckerath identisch mit dem Prinzen Osorkon als Hohepriester des Amun.

## Titulatur
- Nebti-Name: Liebling der beiden Länder,
- Thronname: Reich an Maat, ein Re, Erwählter des Amun

## Familie
- Vater: Takelot II.
- Mutter: Ka(ra)mama (Merimut II.)
- Frauen: Karatjat, Tentsai
- Kinder: Rudjamun II., Takelot III. (von einer Gemahlin Tentsai) und die Gottesgemahlin des Amun Schepenupet I. (von seiner Hauptgemahlin Karatjat)

## Osorkon als Prinz
Osorkon, Sohn des Takelot II. und mit Unterbrechungen Hohepriester des Amun in Theben, wurde im elften Regierungsjahr seines Vaters am 21. Achet IV (Anfang Juli) als Hohepriester eingesetzt. Vorausgegangen war die erfolgreiche militärische Eroberung Thebens. Seine Einsetzung als Hohepriester verursachte schwelende Konflikte mit dem Hohepriester Harsiese II., die schließlich in einen Bürgerkrieg mündeten.
Im ebenfalls elften Regierungsjahres seines Vaters Takelot II. ist die Feier des Amun-Re-Festes am 11. Schemu I in Theben belegt. Im 25. und 29. Jahr des Scheschonq III. kehrte Osorkon als Hohepriester mit militärischen Vorstößen nach Theben zurück, das er jedoch immer nur kurz halten konnte. Nach zehnjähriger Abwesenheit gelangte Osorkon als Hohepriester im 39. Regierungsjahr von Scheschonq III. militärisch zurück nach Theben und bestieg wenig später den Thron.

## Osorkon als Pharao

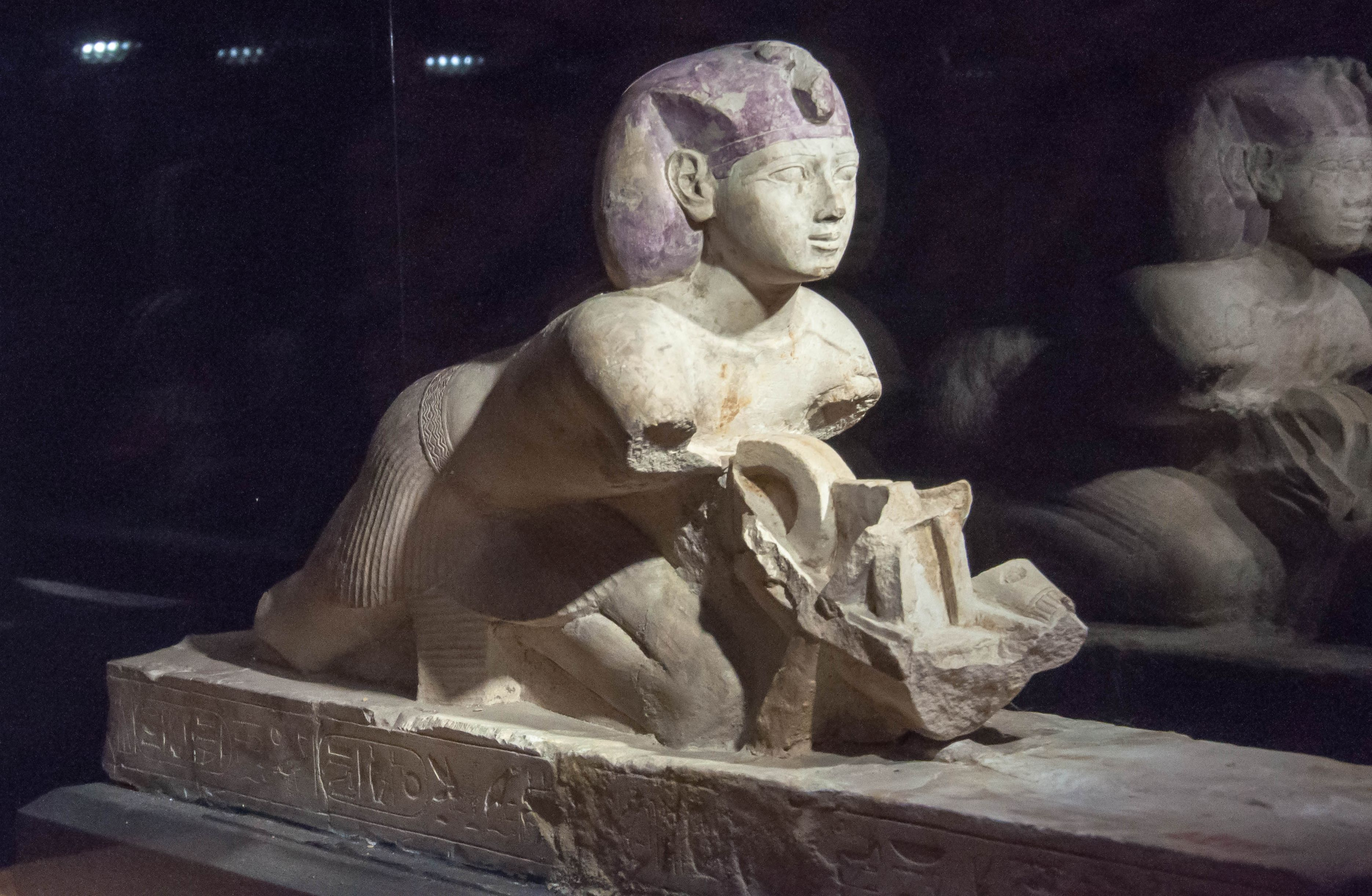
Kalkstein-Statue von Osorkon III. von Georges Legrain in der sogenannten "Cachette von Karnak" gefunden.

Die Jahre 28 und 29 sind die höchsten bezeugten Regierungsjahre. Sie finden sich auf Nilstandsmarken aus Karnak. Während der letzten fünf Regierungsjahre war sein Sohn Takelot III. Mitregent. Er regierte gleichzeitig mit Scheschonq III. aus der 22. Dynastie. Im Delta werden kleinere Gebiete von Harnacht von Mendes (die Oberherrschaft von Osorkon III. formell anerkannt ist), Osorkon von Sais und Niumateped beherrscht. Seine Hauptstadt ist vermutlich Leontopolis (Tell Moqdam). Im Delta ist Osorkon III. durch das Begräbnis seiner Mutter in Leontopolis selber sowie eine Bronzetafel aus Memphis bezeugt. Zwei Schenkungsstelen des Osorkon III. aus Mittelägypten (Hermopolis beziehungsweise Tihna/Achoris) sind inzwischen bekannt.
Osorkon kann nach den Regenten Pasenhor und Hemptah in Herakleopolis seinen Sohn Takelot III. als Hohepriester des Herischef, Statthalter des Südens, General und Vorsteher von Per-Sechecheperre (das Gut Osorkons I.) einsetzen. Und in seinem 24. Regierungsjahr schließlich auch in Theben als Hohepriester des Amun und Mitregent. In Übereinstimmung mit dieser faktischen Oberherrschaft über Ägypten südlich von Memphis wird hier nach Osorkon III. datiert. In Theben bauen Osorkon III. und Takelot III. am Tempel des Osiris-Herrscher-der-Ewigkeit im Osten des Tempelbezirks von Karnak (auch Torpfosten einer Kapelle erhalten).
Nach einer Inschrift im Karnaktempel ereignet sich im dritten Regierungsjahr von Osorkon III. eine außergewöhnlich hohe Nilflut, bei der das "Land zum Meer, die Tempel zu Sümpfen" werden.